# Танси, Марк
Марк Танси (англ. Mark Tansey; род. 1949, Сан-Хосе, Калифорния) — американский художник, наиболее известен монохромными работами, которые напоминают документальные фотографии, но открывают несоответствия и невозможные ситуации при более пристальном взгляде.

## Творчество
Живопись Танси обычно изображает повседневные или исторические события, хотя они открывают странности при более пристальном разглядывании. Несмотря на то, что Танси использовал изображение узнаваемых объектов в реалистичной перспективе, он не являлся художником-реалистом. Он считал, что репрезентация имеет другие функции, чем «захватывать реальность». Он говорил, что его работа о том, «как разные реальности взаимодействуют друг с другом».
В 1970-х, находясь под влиянием восьми методов работы Рене Магритта, он начинает искать способы отражения оппозиций и противоречий как мотивации для живописи. В результате решает, что иллюстрация и репрезентация были необходимы, чтобы преодолеть барьер между искусством и практикой, между символом и значением.
Он утверждал: «Конфликт — простейшее понятие, чтобы начать строить повествование: одна вещь против другой… кризисы и конфликты были результатом противостояний и противоречий, и это было то, что необходимо, чтобы активировать или мотивировать изображение. Работа Магритта также заставила меня задуматься, может ли этот вид конфликта иметь место на другом уровне содержания, более спокойно, внутренне, более правдоподобно. Может ли обычное изображение включать менее очевидные кризисы — способ, которым действует повседневная жизнь, без использования открытых сюрреалистических приспособлений?»
Он искал способы занять зрителя интеллектуально, избегая простых визуальных методов и предпочитая более сложные и эффективные подходы. Большинство его картин могут быть использованы как примеры такого подхода, где, на первый взгляд, нет ничего необычного, но затем становится очевидно, что определенные элементы выпадают из контекста, оставаясь при этом согласованными визуально, создавая таким образом конфликт.
Ряд картин Танси основаны на фотокопиях изображений и фигур, взятых из популярных, академических источников и истории искусства. Монохромные картины художника напоминают документальные фотографии, даже если они изображают совершенно невозможные ситуации. В конечном счете, эти картины не просто дают возможность открыть скрытый сложный смысл. Они являются доказательством, что репрезентация, историческая или реалистическая, по своей сути проблематична.